# Fragments CD-ROM
Fragments (CD ROM) is een livealbum van Agitation Free. De cd-rom bestaat uit een introductie tot de band (het computergedeelte) en een aantal nummers, die de band speelde in de laatste dagen van haar bestaan 18/19 juni 1974 in de Audio Tonstudio te Berlijn (track 5) en muziek die de band speelde tijdens een reünieconcert op 14 november 1974 in studentenclub Eichkamp in Berlijn. Klaus D. Müller was tijdens dat concert aanwezig en nam een aantal nummers op. Müller was later een soort persoonlijke secretaris van Klaus Schulze. Tijdens het reünieconcert speelde Agitation Free in allerlei samenstellingen, het had nogal wat leden verslonden.
In 1996 verscheen de compact disc opnieuw, maar dan zonder de pc-track, en kreeg daarom de titel Fragments. 

## Musici
- Bernard Arndt – piano 2, 3, 4
- Dietmar Burmeister – percussie 2, 3, 5
- Michael Duwe – cello 2, gitaar 3
- Michael Günther – basgitaar 2, 3, 4, 5
- Michael Hoenig – toetsinstrumenten 2, 4
- Burghard Rausch – slagwerk 2
- Jörg Schwenke – gitaar 2, 3, 4
- Lütz Ulbrich – gitaar 2, 3, 4
- Christopher Franke – slagwerk 4
- Gustav Lütjens – gitaar 5

## Muziek
| Nr. | Titel                                                    | Duur  |
| --- | -------------------------------------------------------- | ----- |
| 1.  | PC-track                                                 |       |
| 2.  | Someone’s secret (Arndt, Duwe, Günther, Rausch, Ulbrich) | 16:57 |
| 3.  | Mickey’s laugh (Arndt, Günther, Duwe, Ulbrich)           | 10:04 |
| 4.  | We are men (Arndt, Franke, Günther, Hoenig, Ulbrich)     | 10:08 |
| 5.  | Mediterranean flight (Arndt, Lütjens, Günther)           | 3:44  |

Wie ging na Agitation Free wat doen:
- Bernard Arndt naar Os Mundi, later de jazzwereld in
- Michael Hoenig speelde met Klaus Schulze en Tangerine Dream, filmmuziek en soloalbums
- Burghard Rausch naar Bel Ami
- Lütz Ulbrich naar Ashra, Nico en 17 Hippies
- Christopher Franke zat toen al in Tangerine Dream
- Gustav Lütjens – speelde met Shirley Bassey, Nena en Living Mirrors